# 村井洋
村井 洋（むらい ひろし、1939年9月15日 - ?）は、日本の食品開発者。
秋田県出身。株式会社永谷園取締役（研究部長）、取締役（生産副本部長）。

## 来歴・人物
秋田県出身。1963年3月明治大学農学部卒業後、株式会社永谷園本舗に入社。
1988年4月に研究第一部次長、同年6月に取締役（研究第一部長）に就任する。1994年2月に取締役（研究部長）に就任する。1999年4月より取締役（生産副本部長）。
「さけ茶漬け」（1970年11月発売）、「すし太郎」（1977年発売）、「納豆汁」（1977年6月発売）などの製品を開発した。